# Protestas en China de 2011
El 20 de febrero de 2011 comenzaron una serie de protestas y manifestaciones en China continental a favor de la democracia, en más de una docena de ciudades, inspiradas en la Revolución Tunecina. Dichas protestas abogaban por el fin de la corrupción, la censura y mejores condiciones socioeconómicas para la población más pobre, entre otras reivindicaciones. Sin embargo, no pasó de ser más que un conato de protesta por la fuerte represión que ejercieron las fuerzas de seguridad a las que se sumaron centenares de voluntarios fieles al régimen.
Cuando comenzaron las protestas los organizadores de las revueltas pidieron a la gente que gritaran consignas para reivindicar sus peticiones, pero tras la carga militar contra los participantes, de la que resultaron tanto manifestantes como periodistas golpeados y detenidos, los organizadores del acontecimiento decidieron simplemente salir pacíficamente a la calle el 27 de febrero, sin promover ningún tipo de ideal, con el fin de minimizar las reacciones de la policía y al mismo tiempo mantener las acciones que se pensaban llevar a cabo de una forma más clandestina. No se pudo determinar el número de manifestantes que salieron a las calles.
La policía tomó medida de contingencias en los acontecimientos desplegando un amplio dispositivo de seguridad, llegando a publicarse por la prensa que el segundo día de protestas al menos cuatro periodistas extranjeros que se encontraban cubriendo los acontecimientos habían sido golpeados, como es el caso de Stephen Engle de Bloomberg New y un fotógrafo de la BBC, ambos golpeados por unos agentes con el uniforme del cuerpo de seguridad de Pekín. 
En Shanghái, los manifestantes no sólo impidieron con éxito que la policía realizase arrestos, sino también exponer sus consignas, que fueron captadas por los medios de comunicación que se encontraban allí informando del acontecimiento.
Desde finales de febrero, unos 35 activistas de derechos humanos y abogados fueron detenidos y al menos cinco personas fueron acusadas de incitar a la revolución contra el poder del Estado.

## Febrero de 2011

### 20 de febrero
Según afirmó el periódico "Associated Press", sólo una minoría de personas participó activamente en la organización de las manifestaciones de las 13 ciudades chinas. Según las informaciones de "The Globe and Mail" las protestas organizadas lograron reunir al menos a 200 personas en Pekín, mientras que en la de Shanghái participaron 100 personas. 
El embajador de Estados Unidos a China, Jon Huntsman, Jr., fue visto en el punto de encuentro de la protesta intercambiando unas palabras con la gente, mientras se dirigía con su familia a un museo.

### 23 de febrero
Después de la respuesta brutal de la policía a las protestas el 20 de febrero, dos días después los organizadores utilizaron un sitio web para instar a los participantes a no gritar más consignas contra el gobierno, sino simplemente salir a la calle para dar un paseo en silencio en los lugares en los que se había decidido continuar la protesta. Antes de la reunión prevista el 27 de febrero, en frente de un restaurante McDonald's en Pekín, las autoridades instalan vallas de metal corrugado en exterior del restaurante y fuera de la casa del disidente y Premio Nobel de la Paz Liu Xiaobo. Cientos de agentes de seguridad uniformados y vestidos de civil y voluntarios con brazaletes rojos fueron situados preventivamente en Wangfujing. Su presencia interrumpió el funcionamiento normal de los comercios. La policía comenzó a limpiar la zona del encuentro media hora después.
El 27 de febrero, siete personas fueron detenidas en Shanghái y la policía mantuvo a los periodistas participantes en el movimiento. Dado que los organizadores propusieron a los manifestantes caminar en silencio para protestar, era imposible decir que protestaban. The Wall Street Journal dijo, "mientras que varios ciudadanos chinos fueron vistos en altercados con la policía, no había señales de las protestas actuales".

## Marzo de 2011

### 6 de marzo
Pekín estaba bajo fuertes medidas de seguridad debido a las sesiones de la Asamblea Popular Nacional, y unos 180.000 policías y 560.000 voluntarios de seguridad se encontraba de patrulla. Hubo una fuerte presencia policial el domingo en algunas partes de Pekín, Shanghái, Cantón y Shenzhen ya que se habían organizado más protestas. En Pekín, los periodistas no vieron ninguna señal obvia de manifestantes. Grandes contingentes de personal de seguridad vestidos de civil se registraron en los alrededores de Wangfujing, Xidan y Zhongguancun. En Shanghái, la mayoría de agencias de noticias informaron de una ausencia evidente de manifestantes. Sin embargo, Deutsche Presse-Agentur (DPA) informó de un centenar de manifestantes que se encontraban rodeados de cientos de policías uniformados y vestidos de civiles.
Se recibieron más informes de periodistas extranjeros detenidos en Shanghái, lo que provocó fuertes objeciones de los Ministerios de Relaciones Exteriores de Alemania y Australia.
Los miembros de la Liga de los socialdemócratas trataron de colocar una rama de jazmín frente a las oficinas del gobierno central.

### 13 de marzo
De acuerdo a la DPA, había varios cientos de policías en los distritos en Pekín Wangfujing y Xidan, incluyendo policía uniformada con perros, policía paramilitar, policía vestidos de civil, unidades de fuerzas especiales y guardias de seguridad. Más de 40 policías estuvieron presentes en el Cine Paz en Shanghái. Según la Agencia France-Presse, "no hubo presencia policial masiva en Wangfujing como ocurrió en los domingos anteriores."

### 20 de marzo
En Pekín, cientos de policías estuvieron presentes en algunas de las ocho ubicaciones propuestas para realizar la protesta "paseando" en las áreas comerciales y algunos coches de policía estaban presentes en las entradas de algunos de los 20 sitios propuestos por los organizadores de las protestas.